# AK Slaný
AK Slaný – czeski klub żużlowy ze Slanego. Drużynowy mistrz Czechosłowacji w sezonie 1969 i dwukrotny triumfator Extraligi w latach 2005 i 2006.

## Historia

### Przed powstaniem klubu
Motoryzacja w Slaným jest znana od 1898, kiedy przez miasto przejeżdżał pierwszy samochód, natomiast w 1894 roku powstał zakład Viléma Michla produkujący rowery, a od 1902 roku także motocykle pod nazwą Orion. W grudniu 1922 roku Michl wraz z synami, Vilémem młodszym, Zdeňkiem i Milošem uczestniczą w powstaniu pierwszego klubu motorowego w mieście - Moto Club Slaný. Pierwsze zawody motocyklowe staraniem nowo powstałego klubu rozegrane zostały w formie wyścigu równoległego wzdłuż ulicy Tuřanskiej (obecnie Dukelských hrdinů) 26 sierpnia kolejnego roku. W 1924 Moto Club w pobliżu Slanego Moto Club organizuje istniejący do dziś wyścig Knovíz - Olšany. Kryzys gospodarczy spowodował bankructwo Oriona oraz liczbę organizowanych imprez motorowych, z kolei miejscowy klub funkcjonuje jako Klub Automobilistů a Motocyklistů pro severozápadní Čechy i 8 października 1933 roku organizuje po raz pierwszy zawody żużlowe w położonym nieopodal Kladnie.

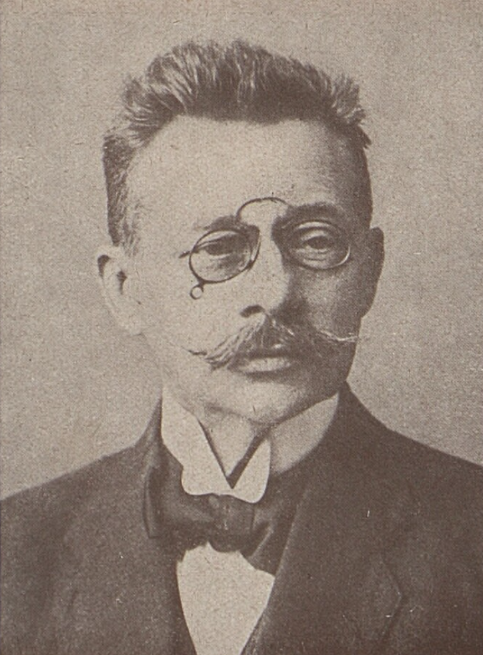
Vilém Michl rozpoczął w 1902 roku produkcję motocykli w Slaným, zaś w okresie Pierwszej Republiki zainicjował rozgrywanie wyścigów motocyklowych w mieście i okolicach

Po zakończeniu II wojny światowej dzięki zaangażowaniu Jiřígo Růžički, członka centralnej komisji sportu czechosłowackiej federacji motorowej AKRČS oraz kierownika wydziału transportu powiatowej rady narodowej w Slaným w 1948 roku przydzielono działkę pod budowę torów żużlowych o długości 405 i 1100 metrów, służącą dotąd jako wrakowisko pojazdów wojskowych. W 1949 roku powstał założono miejski oddział AKRČS i wytyczono tor o długości 402 metrów, o prostych szerokości 11 metrów i łukami szerokimi na 15 metrów.

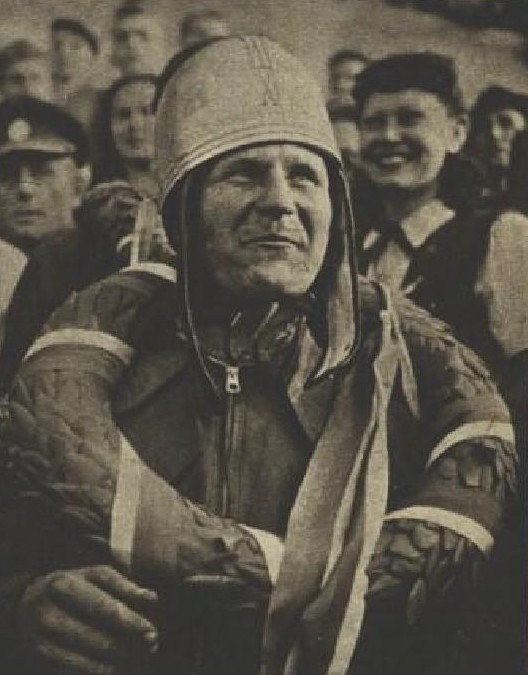
Hugo Rosák zwyciężył pierwsze i drugie zawody żużlowe w Slaným

### Pierwsze lata klubu (1950-1954)
Pierwsze zawody żużlowe odbyły się 13 sierpnia 1950 roku, data ta została przyjęta jako początek funkcjonowania klubu. Poprzedzone zostały treningiem dnia poprzedniego, który miał miejsce o godzinie 16:00. Właściwe zawody rozegrane zostały o godzinie 14:00, przed piętnastotysięczną widownią w kategorii wygrał je Hugo Rosák zdobywając kryształowy puchar ufundowany przez władze miasta, oraz kryształową tacę za najlepszy uzyskany czas dnia, pierwszy rekord toru. W kategorii juniorów wygrał František Holub z Pilzna, z kolei pokazowy wyścig motocykli z wózkiem bocznym wygrali miejscowi zawodnicy, bracia Volfowie. Program zawodów zakończył mecz pomiędzy zawodnikami reprezentującymi Pragę i Pilzno.
Przed kolejnymi turniejem rozegranym 1 lipca 1951 roku, tor został wydłużony do 420 metrów, a szerokość na prostych i łukach zwiększyła się o metr. Startowano w klasycznej formule z 16 zawodnikami i 2 rezerwowymi. Podobnie jak przed rokiem zwyciężył Rosák, przed Janem Lucákiem i Karelem Kadlcem, a zawody dopełnił wyścig sidecarów.
W 1952 roku na znów przebudowanym w celu spełnienia wymogów organizacji zawodów międzynarodowych torze rozegrano trójmecz Praga - Pilzno - Pardubice. Każde z miast reprezentowane było przez sześciu zawodników. Najlepsi zawodnicy z reprezentacji poszczególnych miast brali udział w biegach decydujących o ostatecznej kolejności drużyn, a następnie rywalizowali w turnieju indywidualnym. Wygrało miasto Praga, w turnieju indywidualnym najlepszym okazał się pardubiczanin Rudolf Havelka. Niecały tydzień po turnieju zakazano organizacji zawodów żużlowych w Czechosłowacji. Przyczyną było korzystanie przez zawodników przestarzałego sprzętu, oraz brak części zamiennych. Motocykle ani silniki żużlowe nie były wówczas produkowane w kraju, z kolei import zza żelaznej kurtyny był zakazany.
Po zażegnaniu kryzysu, w 1953 roku w Slaným podobnie jak rok wcześniej rozegrano trójmecz, zaś turniej indywidualny wygrał Jan Lucák przed Miloslavem Špinką. W tym samym roku rozpoczęła się budowa pierwszego stałego oświetlenia toru żużlowego w Czechosłowacji. Inauguracyjny nocny turniej odbył się 26 maja 1954 roku, po raz pierwszy przed miejscową publicznością zaprezentowali się zawodnicy zagraniczni, Holendrzy Gradius Pieter van Doornik i Gerrit van Dijk, Anglicy Phil Bishop i Roy Craighead oraz Szwedzi Bert Lindarw, Ulf Ericsson i Joel Jansson. Drugi turniej przy światłach odbył się 22 września tego samego roku, zawody planowało oglądać 40 000 widzów, których obiekt nie był w stanie pomieścić, toteż część z nich obserwowała zawody ze szczytu Slánskiej hory. Zawody te wygrał Anglik Bill Kitchen, przed Austriakiem Karlem Killmeyerem i Szwedem Larsem Thaungiem.

### Na organizacyjnym szczycie (1955-1965)
Podobnie jak większość torów w Czechosłowacji, w 1955 owal w Slaným zyskał asfaltową nawierzchnię (na nią wysypywany był "właściwy" żużel). W tym roku zawody odbyły się trzykrotnie, były to: druga runda indywidualnych mistrzostw Republiki Czechosłowackiej, mecz Praga - Pilzno, oraz mecz towarzyski RH Praga z Gwardią Bydgoszcz. Kolejny mecz tych drużyn otwiera sezon 1956 w Slaným, a kończy się wynikiem 36:78 na korzyść gości z Polski. Ponadto, nowy rekord toru w czasie 74,5 ustanowił Norbert Świtała. W następny turnieju, rozegranym 26 maja dwukrotnie rekord ten pobił dwukrotnie Edward Kupczyński, uzyskując czasy 73,2 i 72 sekundy. Zawodnik ten, ze względu na całkowita zdobycz punktową, w tym przejechanie dwoma kołami linii krawężnika i upadek w trzecim okrążeniu ostatniego biegu nie zdołał awansować do finału. Wygrał jego rodak, Tadeusz Fijałkowski, przed Rudolfem Havelką i Olle Anderssonem. W 1956 ponownie rozegrano rundę czempionatu kraju i odbyły się kolejne zawody wieczorne które wygrał Szwed Rune Sörmander.
Sezon 1957 na slańskim owalu zainaugurował mecz RH Praga z Olimpią Poznań. Wygrali Prażanie stosunkiem punktów 43:41. Poza meczem odbyły się także dwa turnieje indywidualne, na pierwszym z nich, rozegranym 14 maja, przed 25 tysiącami widzów wygrał Rudolf Havelka, w drugim, 8 października wygrana padła łupem Josefa Hofmeistera.
Rok 1958 okazał się dla Slanego przełomowym. Ligowa drużyna debiutuje w drugiej klasie drużynowych mistrzostw Czechosłowacji, reprezentując kraj praski pod nazwą KAMK (Krajský Auto Moto Klub) Praha-venkov. W jedynym domowym meczu (pozostałe dwa spotkania "u siebie" rozegrano w Divišovie i Mšenie) gospodarze zwyciężyli KAMK Karlowe Wary wygrywając 69:39. W końcowej tabeli drużyna zajęła 3. miejsce za Czeskimi Budziejowicami i Uściem nad Łabą. Ponadto, po raz pierwszy w Slaným odbyły się zawody eliminacyjne IMŚ, począwszy od tego momentu, aż do 1989 roku (z wyłączeniem lat 1963 i 1985) klub corocznie był organizatorem zawodów eliminacyjnych i finałowych rangi indywidualnych i drużynowych mistrzostw świata i Europy. W turnieju rangi ćwierćfinału kontynentalnego wystartowało siedmiu Czechosłowaków, siedmiu Polaków i dwóch Węgrów, którzy walczyli o umieszczenie w czołowej ósemce dającej awans. Ten uzyskało czterech Czechosłowaków i czterech Polaków. Wygrał Henryk Żyto, przed Marianem Kaiserem i Lubošem Tomíčkiem.
Pod koniec lat osiemdziesiątych klub nie był już stanie konkurować o międzynarodowe zawody z klubami z Pragi i Pardubic, natomiast prawdziwy kryzys przyszedł w latach 90, kiedy to władze klubu nie umiały odnaleźć się w nowych realiach ekonomiczno-gospodarczych, na skutek czego drużyna ze Slanego na trzy sezony została wycofana z Extraligi. Powtórnie międzynarodowe zawody o randze mistrzowskiej udało się zorganizować w 2002 roku, był to finał IMŚJ, który wygrał krajowy zawodnik, Lukáš Dryml.

## Stadion
Obiekt został wybudowany w końcu lat 40. w miejscu wojskowego wrakowiska. W 1954 rok jako pierwszy tor żużlowy w Czechosłowacji wzbogacił się o sztuczne oświetlenie umożliwiające rozgrywanie zawodów w porze wieczornej. Rekord frekwencji padł w 1962 roku, kiedy to na finał drużynowych mistrzostw świata przyszło 36 tysięcy kibiców. W latach 1984–1988 powstała kryta trybuna dla 1000 widzów, posiadająca także pomieszczenia dla sędziego, spikera, oraz pokoje gościnne. Przed zawodami o IMŚJ w 1988 całkowicie zmodernizowano park maszyn oraz zdemontowano oświetlenie, ponieważ nie spełniało przepisów FIM dotyczących szerokości pasa bezpieczeństwa.
Długość toru wynosi 382 metry, szerokość toru na prostych wynosi 11,5 metra, na łukach 17,5 metra. Tor posiada nawierzchnię żużlowo-gliniasto-piaszczystą, a jego rekordzistą jest Robert Kościecha, który 23 czerwca 2010 ustanowił czas 67,94 sekundy.

## Kadra klubu
Stan na 24 kwietnia 2022

### Extraliga
- Bruno Belan
- Milan Dobiáš
- Eduard Krčmář
- Patrik Linhart
- Martin Málek
- Martin Švestka
- Vojtěch Zamazal
- Ričards Ansviesulis
- Robert Chmiel
- Adrian Gała
- Jakub Jamróg
- Oskar Polis

### Kategoria 125 cm3
- Antoine Katra
- Štěpánka Nyklová
- Karel Průša